# Reevesia thyrsoidea
Reevesia thyrsoidea là một loài thực vật có hoa trong họ Cẩm quỳ. Loài này được Lindl. miêu tả khoa học đầu tiên năm 1827.